# Omloop van het Houtland 2003
L'Omloop van het Houtland 2003, cinquantanovesima edizione della corsa, si svolse il 2 ottobre 2003 su un percorso di 175 km, con partenza e arrivo a Lichtervelde. Fu vinto dal belga Geert Omloop della Palmans-Collstrop davanti al suo connazionale Christoph Roodhooft e all'olandese Alain van Katwijk.

## Ordine d'arrivo (Top 10)
| Pos. | Corridore             | Squadra                       | Tempo    |
| ---- | --------------------- | ----------------------------- | -------- |
| 1    | Geert Omloop          | Palmans-Collstrop             | 3h54'20" |
| 2    | Christoph Roodhooft   | Palmans-Collstrop             | a 25"    |
| 3    | Alain van Katwijk     | Axa Cycling Team              | a 26"    |
| 4    | Edwin Dunning         | Van Hemert Groep Cycling Team | s.t.     |
| 5    | Asan Bazaev           |                               | a 34"    |
| 6    | Wouter Demeulemeester |                               | s.t.     |
| 7    | Heath Blackgrove      |                               | s.t.     |
| 8    | Maksim Iglinskij      |                               | a 50"    |
| 9    | Kenny Lisabeth        |                               | s.t.     |
| 10   | Julien Smink          | Van Hemert Groep Cycling Team | s.t.     |